# Zhasulan Kydyrbayev
Zhasulan Kydyrbayev (en kazajo: Жасұлан Қыдырбаев; 28 de agosto de 1992) es un deportista kazajo que compitió en halterofilia. Ganó una medalla de oro en el Campeonato Mundial de Halterofilia de 2014, en la categoría de 94 kg.

## Palmarés internacional
| Campeonato Mundial | Campeonato Mundial       | Campeonato Mundial | Campeonato Mundial |
| Año                | Lugar                    | Medalla            | Categoría          |
| ------------------ | ------------------------ | ------------------ | ------------------ |
| 2014               | Almaty (Kazajistán)      | Medalla de oro     | 94 kg              |
| 2015               | Houston (Estados Unidos) | DSC                | 94 kg              |